# Sick Tamburo
I Sick Tamburo sono un gruppo musicale alternative rock formato nel 2007 da Elisabetta Imelio e Gian Maria Accusani, in precedenza membri dei Prozac+.

## Storia

### Inizi
Il progetto prende forma per mezzo di Elisabetta e Gian Maria (ex Prozac+); si aggregano alla band una bassista, String Face, e un batterista, Doc. Eye. Si sceglie il nome di Sick Tamburo ("tamburo malato"), in realtà pensato per un progetto di percussioni noise di Gian Maria, conosciuto ora come Hard Core Tamburo.
Vengono pubblicati i primi brani su Myspace (Intossicata, Finché tu sei qua, Topoallucinazione e Quel paese) e il video di Tocca 24/7 su YouTube nel 2007, in cui i Sick Tamburo appaiono con maschere bianche per celare i volti. Inoltre decidono di avvalersi di nickname: Gian Maria sceglie Mr Man, mentre Elisabetta opta per Boom Girl. Vengono tuttavia riconosciuti e abbandonano le maschere, decidendo però di utilizzare dei passamontagna per motivi estetici durante le esibizioni sul palco.
Si affidano a La Tempesta Dischi, collettivo d'artisti indipendente capitanato dai Tre Allegri Ragazzi Morti, anch'essi pordenonesi.

### Album omonimo
Il 10 aprile 2009 viene pubblicato il primo album dei Sick Tamburo, dal titolo omonimo e contenente 12 pezzi, per una durata totale di circa 39 minuti. I brani, scritti e composti da Gian Maria, hanno ritmi ripetitivi accompagnati da testi minimalisti.
Il 20 aprile 2009 esce il primo singolo Il mio cane con tre zampe, e inizia la collaborazione con Stefano Poletti, voce e leader dei Pecksniff, che cura la regia dei loro successivi videoclip. Vengono premiati al Meeting delle Etichette Indipendenti (MEI) nella sua classifica indipendente.
Iniziano un tour di concerti, anche in festival quali La Tempesta sotto le Stelle, il Rivolution Fest, e la Festa di Radio Onda d'urto.
Nel novembre del 2009 esce il secondo singolo Parlami per sempre, girato a Parma, nella discarica della carta.

### A.I.U.T.O.
L'uscita del secondo album, prevista per l'aprile 2010, vede un rinvio di sette mesi dovuto alla maternità di Elisabetta. I Sick Tamburo si esibiscono ancora live fino al 17 giugno in Val di Sole in provincia di Trento.
Nell'ottobre 2011 il singolo E so che sai che un giorno preannuncia l'uscita del secondo album A.I.U.T.O. il 4 novembre 2011, i cui temi sono riassunti nell'acronimo Altamente Irritanti Umani Tecniche Ossessive. Presenta 12 brani, per una durata di circa 42 minuti, di genere rock elettronico più melodico.

### Senza vergogna
Il 28 aprile 2014 esce il video della canzone Il fiore per te che anticipa il loro nuovo album Senza vergogna; nel video appare Davide Toffolo dei Tre Allegri Ragazzi Morti, autore anche della copertina dell'album. Il terzo lavoro del gruppo viene pubblicato il 3 giugno 2014.
Inoltre alla formazione si aggiunge Miss Understanding al basso e alla voce.
A novembre 2014 esce il secondo singolo L'uomo magro, seguito anche dal relativo video musicale.

### Un giorno nuovo
Il 13 aprile 2017 esce il quarto album della band Un giorno nuovo, prodotto, registrato e mixato da Gian Maria Accusani. Tutti i brani sono di Gian Maria Accusani che si occupa pure di tutte le parti vocali con l'eccezione di Dedicato a me, interpretato da Elisabetta Imelio e precedentemente provato in sala di registrazione ai tempi dei loro primi due album, e del duetto con Francesco Motta per Meno male che ci sei tu.
Il 17 giugno 2017 partecipano come band di apertura nella terza giornata dell'iDays di Monza al fianco dei Nothing but Thieves, Sum 41, Blink 182 e Linkin Park.
Il 26 ottobre 2017 esce il secondo singolo Meno male che ci sei tu, la collaborazione con Francesco Motta di cui sopra, sull'onda del successo del primo, recente album solista La fine dei vent'anni del cantautore toscano.
Il 25 maggio 2018, all'interno di un progetto benefico a sostegno delle realtà che combattono il cancro, la band ha pubblicato una nuova versione de La fine della chemio con i contributi vocali di Jovanotti, Tre Allegri Ragazzi Morti, Manuel Agnelli, Samuel, Elisa, Meg, Lo Stato Sociale, Pierpaolo Capovilla e Prozac+.
I proventi sono stati poi devoluti in parte all'A.N.D.O.S. di Pordenone, associazione donne operate al seno, un gruppo di volontarie molto attive sul campo; in parte alla squadra di canoa “Donne in Rosa Lago Burida”, donne operate che attraverso lo sport divulgano il loro motto: “Insieme si vince sempre”.

### Paura e l'amore
L'8 marzo 2019 esce il nuovo video Puoi ancora che anticipa il loro quinto album Paura e l'amore, uscito il 5 aprile 2019.
Andando oltre i passamontagna che indossano, i Sick Tamburo completano il percorso iniziato con “Senza vergogna” del 2014 e “Un giorno nuovo” del 2017. “È una trilogia a tutti gli effetti – ammette Accusani – nel primo i miei personaggi tentano di accettare le diversità di cui sono portatori. “Un giorno nuovo” fu una liberazione: è un disco che racconta la battaglia di Elisabetta contro il cancro. È da lì che inizia a intravvedersi una luce che filtra in modo deciso su questo ultimo progetto”. È stata quella guerra, ancora oggi non conclusa, a cambiare in modo radicale la direzione della band.
Il 10 aprile 2019 esce il nuovo video musicale, nonché secondo singolo, Baby Blu. Il video è stato girato dai Sick Tamburo stessi, "ispirati dalla voglia di ballare del più giovane del gruppo"; il bambino non è altri che il figlio di Elisabetta Imelio.

### Morte di Elisabetta
Dopo aver sconfitto un tumore al seno diagnosticatole negli anni passati, Elisabetta Imelio muore nella notte tra il 29 febbraio e il 1º marzo 2020 all'età di 44 anni presso il CRO di Aviano, al termine di una lunga battaglia contro un tumore mammario.

### Back to the roots (Forse è l'amore)eNon credere a nessuno
Dopo aver dato l'addio alla sua compagna di tante avventure musicali, Gian Maria Accusani decide di dare allo streaming un nuovo lavoro discografico: "Back to the roots (Forse è l'amore)", che esce nella prima parte del 2021.
Si tratta, in realtà, di una rivisitazione in chiave "punk melodico" di alcune canzoni già pubblicate dai Sick Tamburo, con arrangiamenti più veloci e potenti rispetto al passato.
Il disco è accolto favorevolmente dalla critica e consente al cantante e chitarrista di partire per un tour, questa volta da solista, intitolato "Da grande faccio il musicista": particolarità di questo spettacolo sarà la presenza di molti pezzi in acustico.
Nel 2022, invece, parte il vero e proprio "Back to the roots tour", con la formazione al completo, e i pezzi dei Sick Tamburo riarrangiati in chiave hardcore punk; si tratta di un tour che toccherà varie città italiane.
Il 21 aprile 2023 esce l'album Non credere a nessuno.

## Formazione

### Attuale
- Gian Maria Accusani – voce, chitarra (2007-presente)
- Mattia Toso – chitarra  (2022-presente)
- Tommaso Mantelli – basso (2021-presente)
- Roberto Olivotto – batteria (2023-presente)

### Ex componenti
- Elisabetta Imelio – voce, basso (2007-2020†)
- Giacomo Macelloni - batteria (2009-2010)
- Ugo Cappadonia – chitarra (2014)
- Faisal Moro – chitarra (2015-2017 e 2018-2021)
- Mirko Di Cataldo – chitarra (2017-2018)
- Enrico Berto – basso (2011-2013)
- Gloria Abbondi – basso (2014-2019)
- Alessio Ghezzi – batteria, percussioni (2011-2015)
- Claudio Marino – batteria (2017-2021)
- Carlo Bonazza - batteria (2021-2023)

## Discografia

### Album in studio
- 2009 – Sick Tamburo
- 2011 – A.I.U.T.O.
- 2014 – Senza vergogna
- 2017 – Un giorno nuovo
- 2019 – Paura e l'amore
- 2021 – Back to the Roots (Forse è l'amore)
- 2023 – Non credere a nessuno

### EP
- 2012 – La mia mano sola

### Singoli
- 2009 – Il mio cane con tre zampe
- 2009 – Parlami per sempre
- 2011 – E so che sai che un giorno
- 2012 – La mia mano sola
- 2014 – Il fiore per te
- 2014 – L'uomo magro
- 2017 – Un giorno nuovo
- 2017 – Meno male che ci sei tu (feat. Motta)
- 2018 – La fine della chemio
- 2019 – Puoi ancora
- 2019 – Baby Blu
- 2020 – La Mia Mano Sola
- 2020 – Quel Ragazzo Speciale
- 2022 – Ho bisogno di parlarti (Back To The Roots)
- 2023 – Per sempre con me (feat. Roberta Sammarelli)
- 2023 – Il colore si perde

## Videografia
- Il mio cane con tre zampe (2009), regia di Stefano Poletti.
- Parlami per sempre (2009), regia di Stefano Poletti.
- E so che sai che un giorno (2011), regia di Stefano Poletti.
- Con le tue mani sporche (2012), regia di Stefano Poletti
- La mia mano sola (2012), regia di Davide Toffolo.
- Il fiore per te (2014), regia di Stefano Poletti.
- L'uomo magro (2014), regia di Stefano Poletti.
- Un giorno nuovo (2017), regia di Stefano Poletti.
- Meno male che ci sei tu (feat. Motta) (2017), regia di Stefano Poletti.
- La fine della chemio (2018), regia di Stefano Poletti e Fausto Collarino.
- Puoi ancora (2019), regia di Stefano Poletti.
- Baby Blu (2019), regia di Sick Tamburo.
- Il più ricco del cimitero (2019), montaggio di Valentino Forlini.
- Per sempre con me (feat. Roberta Sammarelli) (2023), regia di Stefano Poletti.
- Suono libero (2023), regia di Stefano Poletti.